# ObsCure II
ObsCure II är ett skräckspel utvecklat av Playlogic för PlayStation 2, Wii och Microsoft Windows. Spelet släpptes år 2007